# Anne Evans
Dame Anne Elizabeth Jane Evans, DBE, (Londra, 20 agosto 1941), è un soprano e insegnante britannica, di fama internazionale.

## Biografia

### Primi anni
Anne Evans, di discendenza gallese, è nata a Londra. Ha studiato al Royal College of Music con Margaret Cable, al Conservatoire de musique de Genève. Fu accettata al conservatorio senza aver effettivamente avuto una formazione ufficiale come cantante. Per la sua audizione sorprendentemente interpretò Carmen. Iniziò come mezzosoprano al Royal College, ma uno dei suoi insegnanti riconobbe immediatamente il suo potenziale da soprano.

### Carriera
La Evans ha fatto il suo debutto come Contessa di Ceprano nel Rigoletto nel 1967 a Ginevra ed ha continuato a debuttare in un ruolo da protagonista nel 1968 come Fiordiligi in Così fan tutte all'allora Sadler's Wells, poi English National Opera nel 1968, con successo di critica.
Nei primi anni della sua carriera ha cantato molti dei principali ruoli di soprano di Puccini e Mozart, come Tosca e la Contessa Almaviva ne Le Nozze di Figaro. Alla fine degli anni sessanta iniziò a lavorare nei ruoli wagneriani più leggeri, come Elsa in Lohengrin e Senta in L'olandese volante, ruoli che sono diventati il suo marchio di fabbrica. È stato però il ruolo di Brunilde (L'anello del Nibelungo) a guadagnarle la fama internazionale, in particolare nel tempio wagneriano di Bayreuth nel 1989-1992, una performance che è stata anche incisa su CD e video (ora trasferita su DVD e annunciata su Blu-ray entro la fine del 2012), diretta da Daniel Barenboim con la regia di Harry Kupfer. In questa esibizione cantò con l'esempio di Siegfried Jerusalem e John Tomlinson. Ha anche vinto un Olivier Award per questa produzione. Ha inoltre interpretato Isotta in Tristano e Isotta, un ruolo spesso considerato il suo miglior risultato.

### Il ritiro
Nel 2003 si è ritirata dalle scene per dedicarsi all'insegnamento nelle masterclass ed a formare altri cantanti britannici nelle tecniche di esecuzione wagneriana. Le sue ultime esibizioni in pubblico furono nel 2005 in una performance del ritorno in Cardiff, dando estratti dalla sua celebre Iisotta e di altre prestazioni di Wagner.

## Onorificenze
La Evans è stata nominata Dame Commander of the Order of the British Empire (DBE) Nel Queen's Birthday Honours del 2000, "per i servizi alla musica".